# Platydesmus melleus
Platydesmus melleus är en mångfotingart som beskrevs av Loomis 1968. Platydesmus melleus ingår i släktet Platydesmus och familjen Platydesmidae. Inga underarter finns listade i Catalogue of Life.